# ベン・マシューズ
ベン・マシューズ（Ben Matthews、1963年7月21日 - ）は、イングランド出身のギタリスト、キーボーディスト。

## 略歴
ロック・バンド、サンダーなどで活動。スタジオ・エンジニア、ミキサーとしての経験も豊富であり、プログレッシブ・ロック・バンド、モストリー・オータムの 2005年のアルバム『Storms Over Still Water』ではスタジオ・エンジニアとして参加した。彼らの2006年のライブ・アルバム『Storms Over London Town』にはゲストとして参加している。
ギターはギブソン・レスポール・カスタムや、フェンダーのテレキャスターなどをメインで使用している。

## ディスコグラフィ

### ダニー&ベン
- A CD By Danny & Ben (2011年)
- Bend Yer Ear (2012年)

### サンダー
- 『バックストリート・シンフォニー』 - Backstreet Symphony (1990年)
- 『ラフィング・オン・ジャッジメント・デイ』 - Laughing on Judgement Day (1992年)
- 『ビハインド・クローズド・ドアーズ』 - Behind Closed Doors (1995年)
- 『スリル・オブ・イット・オール』 - The Thrill of It All (1997年)
- 『ギヴィング・ザ・ゲーム・アウェイ』 - Giving the Game Away (1999年)
- 『シューティング・アット・ザ・サン』 - Shooting at the Sun (2002年)
- 『マグニフィセント・セヴンス』 - The Magnificent Seventh (2005年)
- 『ロバート・ジョンソンズ・トゥームストーン』 - Robert Johnson's Tombstone (2006年)
- 『バン!』 - Bang! (2008年)
- 『ワンダー・デイズ』 - Wonder Days (2015年)
- 『リップ・イット・アップ』 - Rip It Up (2017年)
- Please Remain Seated (2019年)
- 『オール・ザ・ライト・ノイゼズ』 - All the Right Noises (2021年)
- 『ドーパミン』 - Dopamine (2022年)